# Rajella leopardus
La raya leopardo (Rajella leopardus) es una especie de pez rajiforme de la familia Rajidae.

## Descripción
Los machos pueden llegar a alcanzar los 65 cm de longitud total.

## Distribución y hábitat
Se encuentra en el Océano Atlántico oriental: Guinea, Mauritania, Namibia, Senegal, Sudáfrica y Sahara Occidental. Es un pez marino de aguas profundas que vive entre 170-1920 m de profundidad.

## Comportamiento

### Reproducción
Es ovíparo y las hembras ponen huevos envueltos en una cápsula córnea.

### Alimentación
Se alimenta de crustáceos bentónicos, merluzas, sepias y poliquetos.

## Relación con el hombre
Es inofensivo para el hombre. 